# Symphonie no 3 de Bruch
Pour les articles homonymes, voir Symphonie no 3.
La Symphonie no 3 en mi majeur opus 51, est une œuvre du compositeur allemand Max Bruch.

## Composition
La Troisième Symphonie a été conçue à Liverpool en vue d'une tournée en Amérique. « Beaucoup d'eau a coulé dans le Rhin ; j'ai changé plusieurs fois de peau », écrit Bruch.
La Troisième Symphonie a été révisée en 1886.

## Orchestration
| Instrumentation de la Symphonie no 3 |
| Cordes |
| premiers violons, seconds violons, altos, violoncelles, contrebasses                                                                      |
| Bois |
| 2 flûtes, 2 hautbois, 2 clarinettes en si♭, 2 bassons                                                                                     |
| Cuivres |
| 4 cors (en mi ♭/en fa), 2 trompettes en mi ♭ (en ré dans l'Adagio) (plus une troisième dans les 2e et 3e mouvements), 3 trombones, 1 tuba |
| Percussions |
| 2 timbales en mi et si (sol et ré dans l'Adagio, sol et do dans le Scherzo)                                                               |

## Mouvements
L'œuvre est en quatre mouvements :
1. Andante sostenuto (à ) – Allegro molto vivace (à 
) – Adagio (à ), en mi majeur
2. Adagio. Adagio ma non troppo, en sol majeur, à
3. Scherzo. Vivace, en do majeur, à
4. Finale. Allegro ma non troppo, en mi majeur, à

À la différence de la Première Symphonie, qui comprend elle aussi quatre mouvements, le mouvement lent et le scherzo sont inversés : le scherzo est ici en troisième position. 
Les premier et deuxième mouvements comprennent un motif qui revient plusieurs fois, et qui est assez proche de l'Amen de Dresde utilisé entre autres par Mendelssohn dans sa Cinquième Symphonie. Peut-être Bruch voulait-il précisément faire allusion à cette œuvre. 
Durée : 32 à 38 minutes

## Création
La création a eu lieu le 17 décembre 1882 à New York. La création de la version révisée  a eu lieu le 2 décembre 1886 avec l'Orchestre du Gewandhaus de Leipzig sous la direction du compositeur. D'autres exécutions de l'œuvre ont eu lieu en 1883 à Boston et – dans la version révisée – en 1888 à Brême sous la direction de Hans von Bülow.
Le Boston Daily Advertiser reflète l'accueil positif qu'a connu la symphonie lorsqu'il écrit « qu'elle n'aspire clairement pas à atteindre la perfection de la musique symphonique », mais qu'elle « est un exemple du résultat que peut atteindre un compositeur ayant un bon mais pas extraordinaire métier, possédant une sensibilité musicale exquise [...] et contrôlant magistralement les ressources de l'orchestre ».

## L'œuvre
Dans cette symphonie, Bruch  a conçu son travail dans le but d'exprimer la joie de vivre rhénane, par le chant et la liberté.

## Repères discographiques
- Orchestre du Gürzenich de Cologne, dir. James Conlon (1992, EMI) (OCLC 891001449)
- Orchestre du Gewandhaus de Leipzig, dir. Kurt Masur (1988, Philips 420 932-2) (OCLC 754712325)
- Orchestre symphonique de Londres, dir. Richard Hickox (4-7 octobre 1998, Chandos) (OCLC 42848618)